# Isla Damas (Chile)
Die Isla Damas ist eine unbewohnte Insel in der chilenischen Región de Coquimbo. Sie liegt 76 km nördlich der Stadt La Serena auf dem Gebiet der Kommune La Higuera. Die Insel gehört zum Schutzgebiet Pingüino de Humboldt und wird von der CONAF verwaltet. Sie ist die einzige Insel im Schutzgebiet die von Besuchern betreten werden darf. Die Insel kann mittels eines 1800 m langen Wanderwegenetzes erkundet werden. Sie ist überwiegend von Kakteen bewachsen.

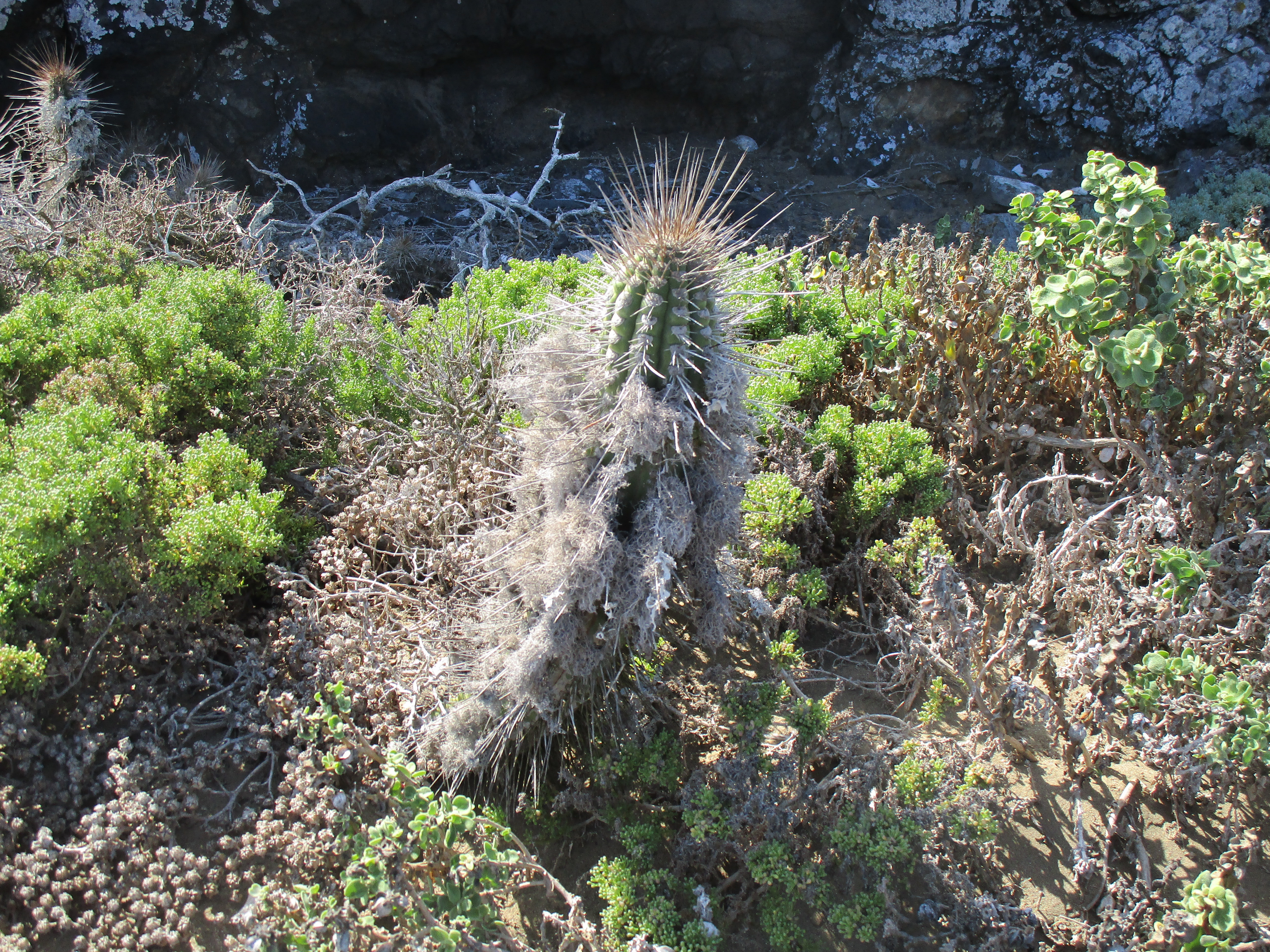
Typische Vegetation der Isla Damas
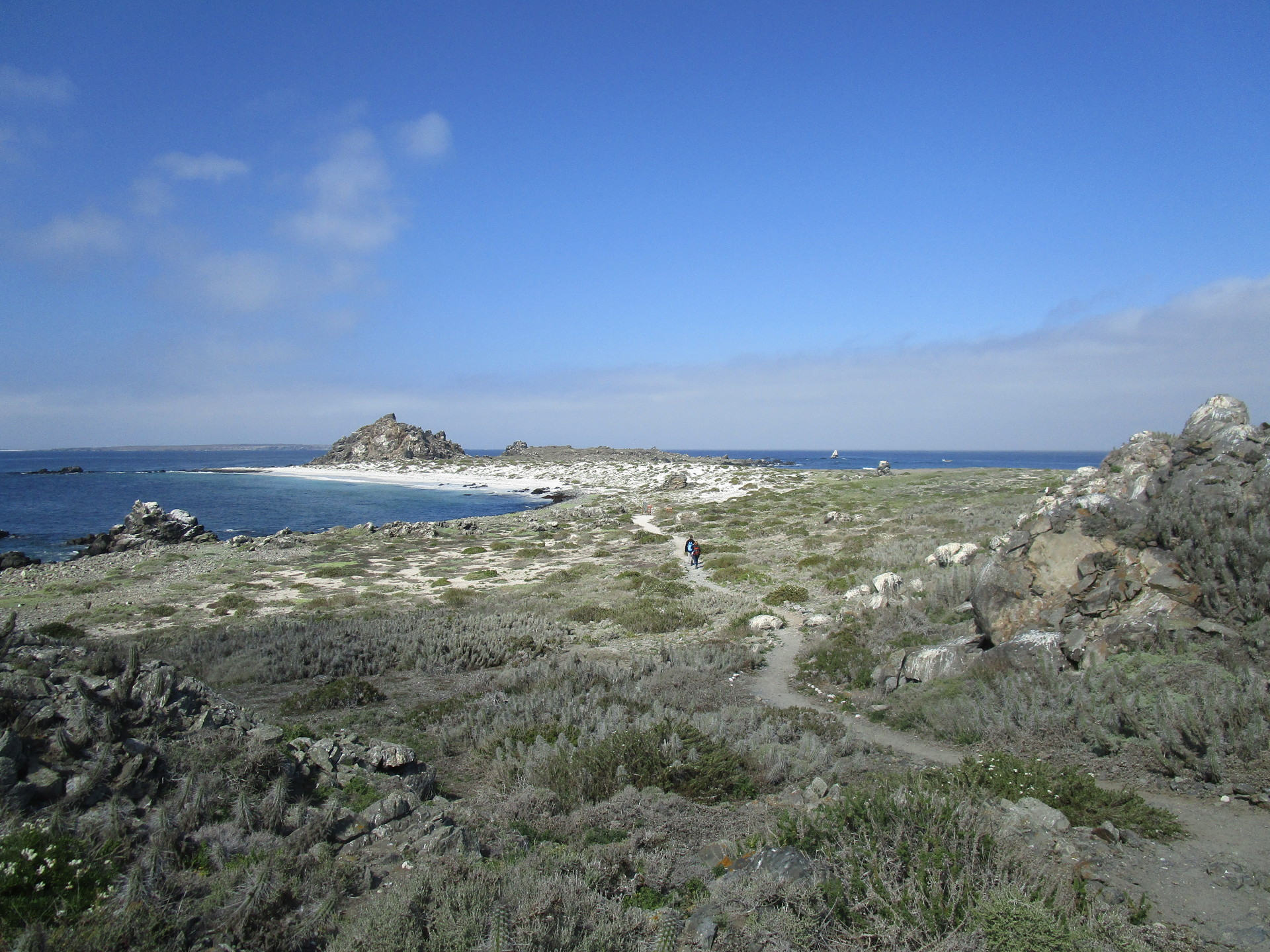
Landzunge am Ende der Isla Damas